# Президентские выборы в Литве (1997—1998)
Президентские выборы в Литве прошли в два тура, 21 декабря 1997 и 4 января 1998 года.

## Кандидаты на участие
В Центральную избирательную комиссию подали документы 10 претендентов. Не смогли пройти регистрацию трое:
- Альгирдас Пильвялис, главный редактор газеты «Летувос айдас».
- Люция Башкаускайте, американка литовского происхождения, бывший владелец и руководитель телевизионной компании «Tele-3». ЦИК отказал ей в сборе подписей, так как Башкаускайте сохранила за собой гражданство США.
- Юрий Субботин.

## Участники выборов
Для участия в выборах было зарегистрировано 7 кандидатов:
- Артурас Паулаускас — адвокат, первый Генеральный прокурор независимой Литвы (независимый кандидат).
- Витянис Повилас Андрюкайтис — депутат Сейма (Литовская социал-демократическая партия).
- Витаутас Ландсбергис — председатель Сейма (Союз Отечества — Литовские консерваторы).
- Валдас Адамкус — бывший американский госслужащий, общественный деятель литовской диаспоры (независимый кандидат).
- Казис Бобялис — врач, депутат Сейма, общественный деятель (Литовские христианские демократы).
- Роландас Павилёнис — ректор Вильнюсского университета (независимый кандидат).
- Римантас Смятона — депутат Сейма, кинотелережиссёр и общественный деятель (Литовский национальный союз).

## Предвыборная кампания
Выборы проходили в довольно сложной социально-экономической и внутриполитической обстановке. Действующий президент Литвы Альгирдас Бразаускас, несмотря на хорошие шансы добиться переизбрания неожиданно принял решение не участвовать в выборах, заявив, что «пришло время идти во власть новому, молодому поколению, не запятнавшему себя коммунистическим прошлым». В его отсутствие левоцентристская Демократическая партия труда Литвы, так до конца и не оправившаяся после коррупционных скандалов и провала на парламентских выборах 1996 года, не смогла выдвинуть кандидата. Консервативная правительственная коалиция, сформированная после выборов 1996 года, не сумев решить социально-экономические проблемы страны, хоть и выдвинула своего кандидата, одного из основателей Саюдиса Витаутаса Ландсбергиса, не пользовалась популярностью. Неудивительно, что лидерами голосования стали новые для Литвы политики.
В декабре наиболее успешно выступил первый Генеральный прокурор независимой Литвы Артурас Паулаускас, завоевавший в стране известность благодаря ряду процессов против литовской организованной преступности, получивший поддержку от А. Бразаускаса. Ему не хватило до победы уже в первом туре чуть более 5,5 %. Борьбу за выход во второй тур уверенно выиграл американский эколог Валдас Адамкус, поддержанный Литовским центристским союзом. Паулаускас стал лидером голосования почти во всех городах и районах Литвы, кроме Каунаса, Каунасского и Клайпедского районов, где первое место занял Адамкус. Во втором туре Адамкус, поддержанный правыми партиями, сумел  опередить своего соперника.

## Результаты
| № | Кандидат                | Партия                                  | 1-й тур   | %     | 2-й тур   | %     |
| 1 | Валдас Адамкус          | независимый                             | 516 798   | 27,90 | 968 031   | 50,37 |
| 2 | Артурас Паулаускас      | независимый                             | 838 819   | 45,28 | 953 775   | 49,63 |
| 3 | Витаутас Ландсбергис    | Союз отечества — Литовские консерваторы | 294 881   | 15,92 | —         | —     |
| 4 | Витянис Андрюкайтис     | Литовская социал-демократическая партия | 105 916   | 5,72  | —         | —     |
| 5 | Казис Бобялис           | Литовские христианские демократы        | 73 287    | 3,96  | —         | —     |
| 6 | Роландас Павилёнис      | независимый                             | 16 070    | 0,87  | —         | —     |
| 7 | Римантас Смятона        | Союз литовских националистов            | 6697      | 0,36  | —         | —     |
|   | Недействительные голоса | Недействительные голоса                 | 22 680    | 1,21  | 15 980    | 0,82  |
|   | Участвовало             | Участвовало                             | 1 875 148 | 71,45 | 1 937 786 | 73,66 |